# Oecanthus rufescens
Oecanthus rufescens är en insektsart som beskrevs av Jean Guillaume Audinet Serville 1838. Oecanthus rufescens ingår i släktet Oecanthus och familjen syrsor. Inga underarter finns listade i Catalogue of Life.